# Goris
Goris (in armeno Գորիս?) è un comune di 23 022 abitanti (2010) della Provincia di Syunik in Armenia.

## Sport
La città è sede dell'Fowtbolayin Akowmb Leṙnayin Arc'ax che milita nella massima divisione armena.